# Bradley James

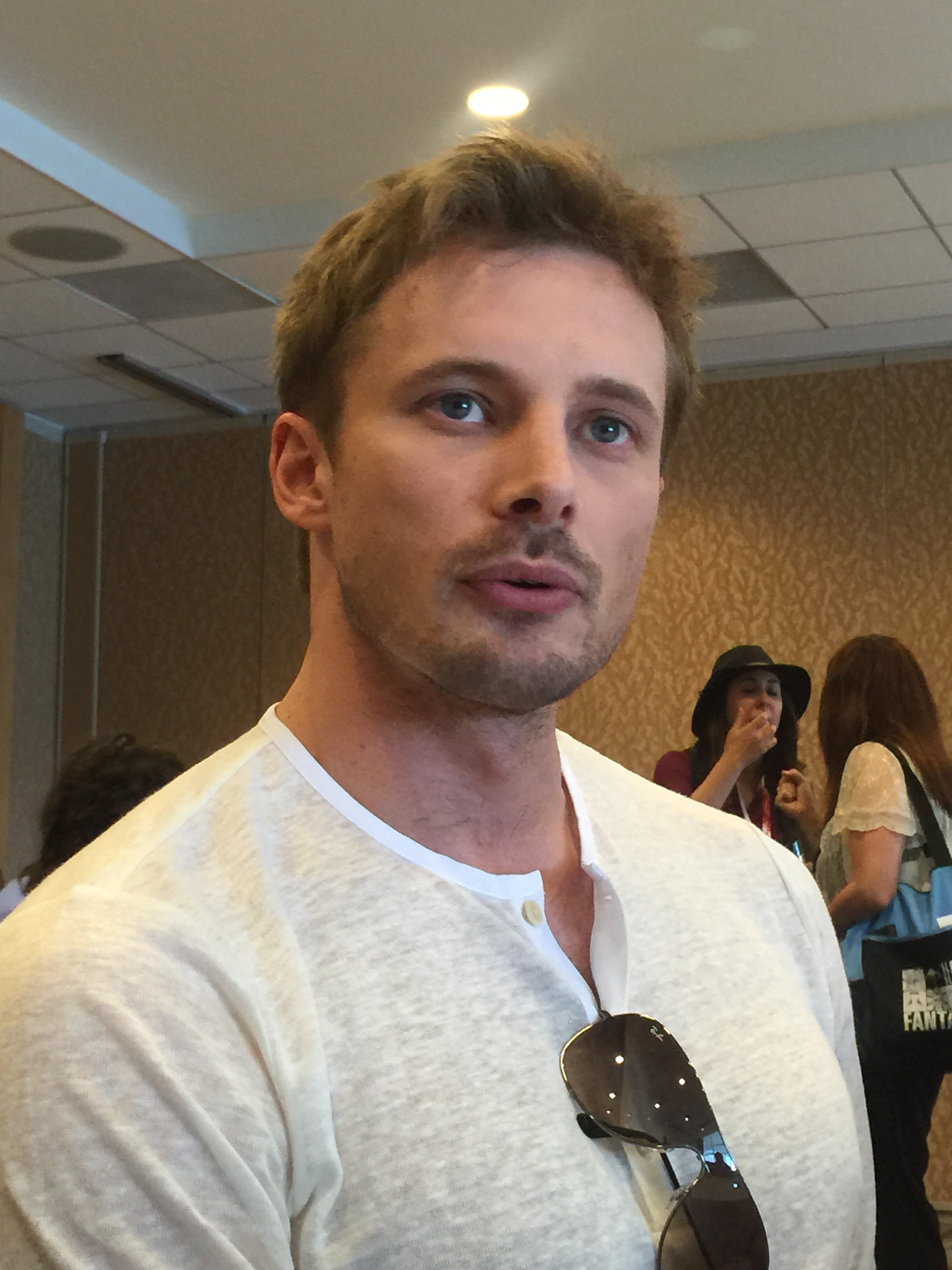
Bradley James (2015)

Bradley James (* 11. Oktober 1983 in Exeter, Devon, England) ist ein britischer Schauspieler.

## Leben
Einen Teil seiner Kindheit verbrachte er in  Jacksonville, Florida. Bradley ist ein begeisterter Fußballspieler und hat an vielen Fußballspielen für gute Zwecke teilgenommen.
Von 2005 bis 2007 durchlief er eine Schauspielausbildung am Drama Centre London.
Sein Fernsehdebüt gab er 2008 in der britischen Krimiserie Lewis – Der Oxford Krimi. Im selben Jahr spielte er die Rolle des Ben Davies im Pilotfilm zur nicht weiter produzierten BBC-Fernsehserie Dis/Connected sowie Jude im Kurzfilm Portobello 196.
Seinen ersten größeren Auftritt, sowie Durchbruch, hatte er in der Rolle des König Arthur in der Fernsehserie Merlin – Die neuen Abenteuer, von der bis zur Einstellung der Serie im Jahr 2012 fünf Staffeln ausgestrahlt wurden. Die letzte Staffel der Erfolgsserie drehte Bradley ab März 2012 in Wales und Pierrefonds, Frankreich.
Am 15. Juni 2012 lief der Sportfilm Fast Girls in Großbritannien und Irland an, in dem Bradley die Rolle des Physiotherapeuten Carl spielt.
Bradley James lebt in London.

## Filmografie (Auswahl)
- 2008: Lewis – Der Oxford Krimi (Lewis, Fernsehserie, Episode 2x01 „Partitur des Todes“)
- 2008: Dis/Connected
- 2008–2012: Merlin – Die neuen Abenteuer (Merlin, Fernsehserie, 65 Episoden)
- 2009: Portobello 196 (Kurzfilm)
- 2012: Fast Girls
- 2014: Homeland (Fernsehserie, Episode 4x01)
- 2015: iZombie (Fernsehserie, 5 Episoden)
- 2016: Damien (Fernsehserie, 10 Episoden)
- 2016: Underworld: Blood Wars (Varga)
- 2017: Bounty Hunters (Fernsehserie, 5 Episoden)
- 2018–2019: Die Medici (I Medici, Fernsehserie, 11 Episoden)
- 2019: Der Kurier – Sein Leben für die Freiheit (Kurier)
- 2019 Strange Angel (1 Folge)
- 2020: Der Befreier (The Liberator, Miniserie, 4 Episoden)
- 2023: Vikings: Valhalla (5 Episoden)